# Maître des arbalétriers
 (août 2010).
Si vous disposez d'ouvrages ou d'articles de référence ou si vous connaissez des sites web de qualité traitant du thème abordé ici, merci de compléter l'article en donnant les références utiles à sa vérifiabilité et en les liant à la section « Notes et références ».
Le titre de maître des arbalétriers était donné, en France, à celui qui était le commandant de tous les piétons à l'ost. C'était une dignité, non un grade, créée par Louis IX. Elle subsista jusque sous le règne de François Ier.
Les arbalétriers étaient des fantassins très prisés lors de la création de cette charge.
Le maître des arbalétriers commandait tous les hommes de trait (francs-archers et arbalétriers), les ingénieurs et servants des engins de siège (artilleurs), les sapeurs, les charpentiers et les mineurs. Sous ses ordres se trouvait aussi le maître de l'artillerie, dignité qui sera mise en avant sous Louis XI avec l'usage très courant de l'artillerie à feu.
Bien que grand officier de la couronne, il restait sous les ordres du connétable et du maréchal.

## Historique
Le premier maître des arbalétriers est Thibaut de Montléart ou Montliart, nommé par Louis IX, en 1248.
Le dernier grand maître des arbalétriers fut Aymar de Prie (1453-1527). Depuis 1515, cette charge est réunie à celle de grand maître de l'artillerie puis l'office est supprimé à la mort d'Aymar de Prie. Le roi Charles IX supprima les arbalétriers et archers : « pour ce qu'à présent les arcs et arbalestres ne sont en usage de défense, tous les arbalestriers et archers seront dorénavant tenus porter harquebuse au lieu des arcs et arbalestres… ».

## Liste des maîtres et grands maîtres des arbalétriers
Établir une liste exhaustive des maîtres et grands maîtres n’est pas chose aisée car, il y a plusieurs siècles, les archives regroupant leurs comptes ont totalement disparu dans un incendie. La Chronologie militaire de Pinard (8 volumes parus en 1760-1768) est donc muette à leur sujet, cet auteur reprend en note, comme beaucoup d’autres, la liste publiée par Anselme avec quelques ajouts mineurs mais toujours incomplète.
- Thibaut de Montléart, cité comme maître des arbalétriers dès 1248, aussi en 1260, mort en 1270.
- Nicolas de Menou, cité comme maître des arbalétriers également en 1248, à nouveau en 1261, mort en 1270. Sa qualité de maître des arbalétriers figurait sur sa tombe (disparue) à Tours.
- Olivier de Termes, cité comme maître des arbalétriers à Damiette en 1250 par le chroniqueur Matthieu Paris.
- Simon de Montléard, cité par Viton de St Allais, serait le cousin de Thibaut de Montléard. Mais il est possible que Thibaut et Simon ne soient qu'une seule et même personne.
- Renaud de Rouvray et non Rouvroy, nommé en 1274.
- Simon de Melun (1282-1284 Nommé en 1282, Maréchal de France en 1290, mort à Courtrai en 1302[2].)
- Jean de Burlas, sénéchal de Carcassonne en 1287, puis nommé maître des arbalétriers jusqu'en 1294 et de 1298 à 1302. Mort à Courtrai en 1302.
- Jean le Picard, nommé en 1298.
- Pierre de Courtisot, nommé en 1303.
- Thibaut, sire de Chepoy, nommé en 1304, amiral en 1307 et mort en 1315.
- Pierre de Galart ou Pierre de Gallard, nommé en 1310 par Philippe IV Le Bel, mort en 1338.
- Étienne II de La Baume, dit « le Galois » (La Baume), ancien bailli de Chablais pour le comte de Savoie, nommé en 1338, mort en 1364.
- Matthieu de Roye, dit « le Flamand », nommé de 1346 à 1349, mort en 1380.
- Robert, sire de Houdetot, sénéchal d'Agenais, nommé en 1350, mort en 1358; maître des requêtes de l'hôtel du roi[3].
- Baudouin de Lens, sire d'Annequin, gouverneur de Lille et de Douai, nommé en 1358, mort en 1364 à la bataille de Cocherel.
- Nicolas de Ligne, nommé en 1364.
- Hugues de Châtillon, seigneur de Dampierre et de Rollancourt, nommé en 1364, destitué en 1379, nommé de nouveau en 1382 jusqu'en 1386, mort en 1389.
- Marc de Grimaud, seigneur d'Antibes, capitaine général des arbalétriers en 1373, c'est à tort qu'il figure dans la liste des maîtres publiée par Anselme, n'étant que le capitaine des 800 arbalétriers génois au service de la France.
- Guichard Ier Dauphin, gouverneur de Charles VI, nommé en 1379, remplacé en 1382 par Hugues de Châtillon.
- Guichard Ier Dauphin, rétabli en 1386 jusqu'en 1394.
- Renaud de Trie, nommé en 1394 et en 1395. Amiral en 1397.Mort en 1406.
- Jean IV de Bueil, seigneur de Bueil, nommé en 1396, remplacé en 1399, mort à la bataille d'Azincourt en 1415.
- Guichard Ier Dauphin, rétabli en 1399, mort en 1403.
- Jean d'Hangest, seigneur de Hugueville, nommé en 1403, mort en 1407.
- Jean d'Hangest, sire d'Avesnecourt, nommé en 1407, destitué en 1411.
- David de Rambures, sire de Rambures, nommé de 1411 à 1413.
- Jean d'Hangest, sire d'Avesnecourt, renommé en 1413 jusqu'en 1414, date de son décès. Beaucoup d'auteurs le font toutefois périr à Azincourt en 1415.
- Guillaume Malet de Cramesnil, nommé en janvier 1415.
- David de Rambures, renommé en 1415 jusqu'à son décès à la bataille d'Azincourt avec trois de ses fils, le 25 octobre 1415.
- Guillaume Malet de Cramesnil retrouve son titre jusqu'en janvier 1416.
- Jean de Torsay, nommé en janvier 1416, destitué en 1418 par la faction de Bourgogne mais reste grand maître des arbalétriers pour la faction d'Armagnac jusqu'en 1425. De 1418 à 1425, il y a donc deux grands maîtres des arbalétriers dans la France déchirée dans la querelle des Armagnacs et Bourguignons et Roi de France contre Roi d'Angleterre.
- Jacques de La Baume (La Baume), nommé en 1418 jusqu'en 1421 où il est destitué par le roi d'Angleterre au profit de son successeur. Mort en 1466[4].
- Hugues ou Hue de Lannoy, chevalier de la Toison d'Or nommé en 1421, démission en 1423 ou 1424. Mort en 1456.
- Jean V Malet (mort en 1449), nommé en 1425, seigneur de Graville, de Marcoussis et de Montaigu, grand panetier, grand fauconnier de France (1415).
- Jean d'Estouteville, seigneur de Torcy, nommé en 1449, destitué par Louis XI en 1461. Mort en 1494.
- Jean IV d'Auxy, ber et sire d'Auxy, nommé en 1461 jusqu'en 1465. Mort en 1474.
- Jean d'Estouteville retrouve sa place en 1465 qu'il garde jusqu'en 1489. Il est donc erroné de prétendre que la charge de grand maître reste inoccupée pendant près de 50 ans.
- Jean V de Bruges seigneur de la Gruuthuse, nommé en 1498 et mort en 1512.
- Aymar de Prie, nommé en 1515, mort en 1527.

Le titre de grand maître des arbalétriers disparait avec son dernier possesseur et ses attributions sont reprises en partie par le grand maître de l'artillerie et le colonel-général de l'infanterie dont le premier qui en porte le titre fut Jean de Taix.